# Laugh, Clown, Laugh
 Laugh, Clown, Laugh és una pel·lícula muda estatunidenca dirigida per Herbert Brenon, estrenada el 1928.

## Argument
Tito, pallasso en un circ rodamón, troba una nena abandonada. Decideix adoptar-la. Li posa Simonetta, com el seu company Simon, i l'educa com la seva filla. Un dia, la nena, ja gran, coneix Nils, un home molt ric. Aquest s'enamora perdudament d'ella, però Simonetta el rebutja. Tito, mentrestant, de sobte s'adona que Simonetta ja no és una nena. L'home tracta de demostrar-li el seu amor, però també s'adona que la noia que sempre l'ha considerat com un pare.

## Repartiment
- Lon Chaney: Tito Beppi
- Bernard Siegel: Simon
- Loretta Young: Simonetta
- Cissy Fitzgerald: Giancinta
- Nils Asther: Conte Luigi Ravelli
- Gwen Lee: Lucretia